# Michel Clavien
Pour les articles homonymes, voir Clavien.
 (août 2022).
Michel Clavien, né le 4 janvier 1943 à Sion, en Suisse est un œnologue, viticulteur, propriétaire-encaveur.

## Biographie
Michel Clavien, œnologue, viticulteur, propriétaire-encaveur, obtient la maturité classique au Collège de St-Maurice, étudie l’histoire de l’art à l’Université de Lausanne où il obtient en parallèle le diplôme de l’École d’œnologie de Montagibert en 1966. En 1969 il reprend l’exploitation familiale qu’il développe et modernise. En 2004 il prend sa retraite.
Il fait du vin sa vocation : "Mon vin correspond simplement à mon goût, et cela me parait indispensable dans la mesure où j’engage mon nom et ma réputation dans cette opération <…> Pour moi, le vin est un art. C’est quelque chose qui se crée. C’est à travers lui que je m’exprime, c’est à travers lui que j’existe… en créant mon vin, je sens que je sais aimer…".
Après une longue recherche sur les cépages et des années d’essais il parvient à un vin de haut de gamme. L’originalité, la personnalisation du produit et la qualité supérieure de son vin ont fait qu’il s’est créé une place privilégiée dans le marché des vins en Suisse dès les années 1980. Créateur de la « nouvelle cuisine du vin », il fournit le vin aux plus grands restaurateurs de la Suisse, comme le Restaurant de l’Hôtel de Ville de Frédy Girardet à Crissier.
Pendant 35 ans, entre 1969 et 2004, Michel Clavien vinifie plus de 36 vins différents. Il crée même, en 1988, le premier assemblage de vin blanc en Valais « le Fin Bec Mer » pour accompagner poissons et crustacés, lancé en Sardaigne ; puis un assemblage de vin rouge « le Rouge Noir » et un rosé « le Bouquet d’Orient » pour les plats exotiques et la cuisine chinoise. Pour habiller ses vins il fait appel aux artistes Albert Chavaz, Nino Botarelli, François Gay et Gérard de Palézieux, dont l’étiquette du Pinot noir « la Follie » est couronnée en 1989 du Grand prix de l’Association romande des collectionneurs d’étiquettes. Ce Pinot noir qui « fleur la vie, l’amour, la beauté » est l’orgueil de Michel Clavien.
Michel Clavien a joué un rôle important dans la modernisation de la viticulture valaisanne. Quand, dans les années 80, le marché du vin est saturé il donne l’exemple et change ainsi la mentalité des encaveurs valaisans pour donner aux vins valaisans originalité et qualité, un nom, un lieu, un caractère. En tant que président de la Société d’agriculture de Sion il prépare un plan d’appellation d’origine contrôlée avec délimitation de la zone de production sur la base des meilleures vignobles du Valais telles que Sion, Sierre, Conthey, Chamoson, Fully et Martigny. C’est la fierté de Michel Clavien.
En 2001 l'Association culturelle et politique Plan-fixe, lui consacre un film de 50 minutes, intitulé "Michel Clavien. Créateur de vins" qui retrace sa vie.

## Sources
- Film N 1189 : Michel Clavien. Créateur de vins. Interlocuteur : Bertil Galland, Lausanne, 2001
- Hofer R. et Traversine D. « Spécial vin. Conception et réalisation », In : Illustré, N°41, 10 octobre 1984, p.65-66;
- Valette, Hervé « Michel Clavien. Un cadastre d’appellation d’origine : le secret de la qualité ». In : Nouvelliste, 7 mars, 1986, p. 9.
- Ariane Alter, « Michel Clavien. « La pourriture sonde mais ne paie pas ! » ». In : Nouvelliste, 9 novembre, 1986;
- Marlène Z. Métrailler, « Sion enterre son fendant », In : Le Matin, 4 mars. 1987, p. 11;
- Ariane Alter, « Un baptême au nom de la qualité ». In : Nouvelliste, 4 mars, 1987, p. 23;
- Liliane Varone, « Vin valaisan en Sardaigne ». In : La Suisse des cantons, 30 avril, 1988;
- P.P. « Michel Clavien lance le premier vin européen ». In : Tribune de Genève, 3 mai, 1988;
- « La Follie couronnée », In : Nouvelliste, 23 octobre 1989;
- Daniel E. Eggli, « Der Girardet des Walliser Weines ». In : Salz & Pfeffer. Nr. 7, 1997, pp.42-44;